# Hlineč
Hlineč (německy Lintsch) je malá vesnice, část města Bochov v okrese Karlovy Vary v Karlovarském kraji. Nachází se asi šest kilometrů jižně od Bochova. Hlineč leží v katastrálním území Jesínky o výměře 2,45 km².

## Historie
První písemná zmínka o vesnici pochází z roku 1239.

## Obyvatelstvo
Při sčítání lidu v roce 1921 zde žilo 45 obyvatel (z toho 23 mužů) německé národnosti a římskokatolického vyznání. Podle sčítání lidu z roku 1930 měla vesnice 48 obyvatel se stejnou národnostní a náboženskou strukturou.
|                                                                    | 1869 | 1880 | 1890 | 1900 | 1910 | 1921 | 1930 | 1950 | 1961 | 1970 | 1980 | 1991 | 2001 | 2011 | 2021 |
| ------------------------------------------------------------------ | ---- | ---- | ---- | ---- | ---- | ---- | ---- | ---- | ---- | ---- | ---- | ---- | ---- | ---- | ---- |
| Obyvatelé                                                          | 43   | 42   | 47   | 53   | 49   | 45   | 48   | 17   | 19   | 4    | —    | —    | 5    | 6    | 3    |
| Domy                                                               | 7    | 10   | 9    | 9    | 9    | 10   | 10   | 5    | —    | 2    | —    | —    | 1    | 2    | 3    |
| Počet domů z roku 1961 je zahrnut v domech místní části Sovolusky. |      |      |      |      |      |      |      |      |      |      |      |      |      |      |      |

## Obecní správa
Při sčítání lidu v letech 1869–1930 Hlineč byl osadou obce Jesínky v okrese Žlutice. V roce 1950 byl osadou obce Sovolusky v okrese Toužim. Od roku 1964 je částí města Bochov v okrese Karlovy Vary.

## Pamětihodnosti
Ve vesnici stojí kaple Panny Marie.